# Tetrahedron: Asymmetry
Tetrahedron: Asymmetry —  науковий журнал, що видавався Elsevier. 
Перший номер вийшов у 1990 році. У журналі публікували статті, присвячені важливості асиметрії в неорганічній, органічній, металоорганічній та фізичній хімії. Оскільки в журналах Tetrahedron і Tetrahedron Letters того ж видавництва, публікувалося все більше статей з асиметричної органічної хімії, ніж у самому Tetrahedron Asymmetry, наприкінці 2017 року його було припинено. 
Імпакт-фактор у 2014 році склав 2,155. Згідно зі статистичними даними ISI Web of Knowledge, цей імпакт-фактор ставив журнал на 12 місце серед 44 журналів у категорії Неорганічна хімія та на 26 місце в категорії органічна хімія з 57 журналів і 71 місце в категорії фізична хімія з 139 журналів 